# Artefacte arqueològic
Un artefacte arqueològic és qualsevol material o objecte distintiu que es troba en una excavació arqueològica en alguns dels estrats del sòl (sepultada) o per la superfície de la terra. Aquests van ser creats per persones d'una època i lloc determinats per satisfer una necessitat o facilitar la vida quotidiana d'un grup concret d'humans. A més, poden ser de diverses tipologies, segons les característiques per a descobrir a quina civilització van pertànyer, quina funció tenien en el passat, quin és el lloc on es van formar o per a saber la data exacta en què es va fer, segons la composició química i mitjançant el procés de datació. Des del punt de vista etnogràfic i arqueològic, un artefacte ancestral pot definir-se com qualsevol objecte de matèria primera natural (sílex, obsidiana, fusta, os, coure nadiu etc.) fabricat per gent que segueix un estil de vida basat en el farratge (per exemple, caça, recol·lecció) i/o una agricultura bàsica o el pasturatge (per exemple, horticultura, transhumància).
La majoria d'aquests, després de la seva manufactura, rebien l'ús funcional propi que tenien de per si, fins que usualment acabaven trencant-se (desfuncionalització) i es procedia a la seva conversió funcional, fent-se servir per un altre ús menor fins al seu abandonament. Molts d'aquests podien ser reutilitzats, però generalment el seu abandonament és degut a un canvi tecnològic que va afavorir el seu desús i foren recanviats per altres artefactes que complien la seva funció d'una manera més eficient, per destrucció parcial del material o per simple abandonament de l'objecte a la intempèrie.

## Anàlisi de l'artefacte

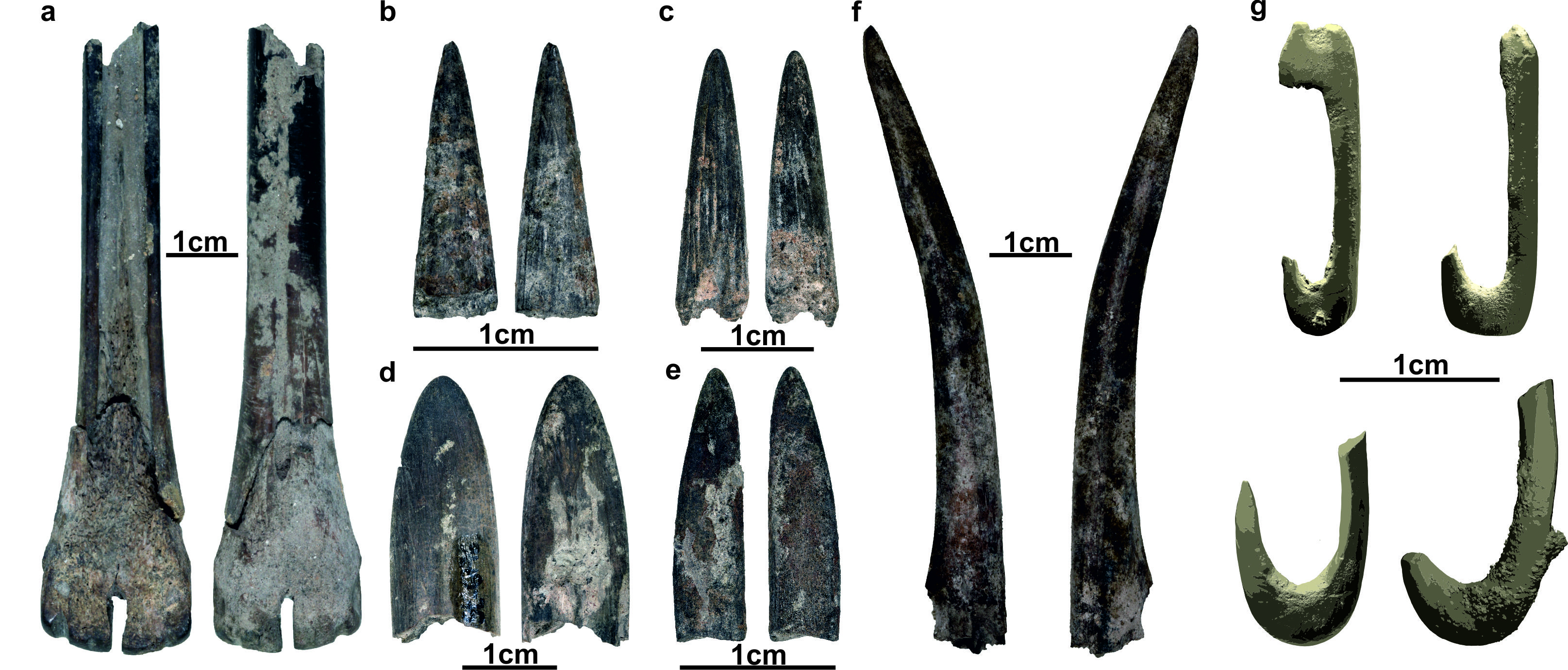
Artefactes en os, jaciment arqueològic Lapa do Sant, Brasil.

En una excavació, sempre s'haurà d'identificar i classificar, en un primer moment, cada objecte o material que es trobi al jaciment (pedra, fusta, metalls, ceràmica...), per mitjà d'una anàlisi directa, descrivint: la funcionalitat (malgrat que no sempre es pugui), la cronologia (relativa), la tipologia (ja siguin aspectes cronològics, culturals, socials, artístics, psicològics...) i la procedència (característiques del material i propietats). I després d'això, se sol anotar el contingut i el nom en una fitxa d'inventari de materials arqueològics, per així poder posteriorment estudiar-ho amb més precisió al laboratori, on se'n pot analitzar l'estructura, la composició química, les propietats, la seva reconstrucció amb el dibuix arqueològic en el cas que estigués trencat o faltés una peça...

## Artefactes especials: les ceràmiques
Les ceràmiques són els artefactes que més abunden en les excavacions arqueològiques que es duen a terme, perquè és un material que s'ha utilitzat molt pels nostres avantpassats, gràcies a les seves qualitats de solidesa i resistència al pas del temps, i s'han conservat, així, fins als nostres dies. És cert que els metalls i les pedres també són resistents al pas del temps, però abans costava d'adequar-los i donar-los forma segons les necessitats dels respectius individus. Amb la ceràmica, formada primer per pastes argiloses i de fang espès, permetia donar-hi una forma insòlita i creativa segons cada cultura o utilitat i, realitzant la cocció del material al foc a altes temperatures, les argiles procedien a vitrificar-se o solidificar-se, amb la qual cosa es podia efectuar a posteriori una decoració diferent i harmònica depenent de la funció de la ceràmica o les creences dels grups humans corresponents. Normalment els artefactes ceràmics, com gerres, atuells, àmfores i d'altres, tenien funció d'emmagatzematge d'alguns sòlids i líquids, que generalment eren comestibles.

## Cadena de manufactura i activitats d'ús
En la manufactura, per a executar un determinat objecte, primer s'havia d'obtenir el material necessari que es trobés per la zona on es residia; després d'això, calia seleccionar el material trobat, adequat al que es volgués fer; seguidament, es processava el material i s'adaptava a una primera aproximació de l'objecte desitjat, i una vegada tenien el disseny fet, se'n procedia a la producció.
Quan l'objecte estava fet, es continuava amb la distribució en diferents zones o persones del grup, se li donava un ús funcional característic, que era pel motiu que havia estat manufacturat, s'adaptava a les necessitats de cada etapa, patint algunes modificacions en el seu aspecte, i es descartava en el moment que en sortia un de millor o s'havia trencat.